# 2,4,6-tris(perfluorofenil)-1,3,5-triazina
La 2,4,6-tris(perfluorofenil)-1,3,5-triazina è una molecola che fa parte della famiglia delle azine.
Essa viene utilizzata nelle fibre ottiche polimeriche come sostanza capace di modificare l'indice di rifrazione dei polimeri perfluorurati.
Questa triazina si ottiene dalla trimerizzazione del 2,3,4,5,6-pentafluorobenzonitrile

Preparazione della 2,4,6-tris(perfluorofenil)-1,3,5-triazina per trimerizzazione del 2,3,4,5,6-pentafluorobenzonitrile